# الافراع (السبرة)

تعديل مصدري - تعديل

الافراع محلة تابعة لقرية السحية، التابعة لعزلة الابروة بمديرية السبرة إحدى مديريات محافظة إب في الجمهورية اليمنية.، بلغ تعداد سكانها 73 حسب تعداد اليمن لعام 2004.